# Krishna Prem
Pour les articles homonymes, voir Nixon.
Ronald Henry Nixon, né le 10 mai 1898 à Cheltenham (Angleterre) et mort le 14 novembre 1965 à Nainital (Inde), est un théosophe, yogi et guru (maître spirituel) vishnouite connu sous le nom de Sri Krishna Prem. Il a fondé un ashram en Inde dans l'Uttarakhand.

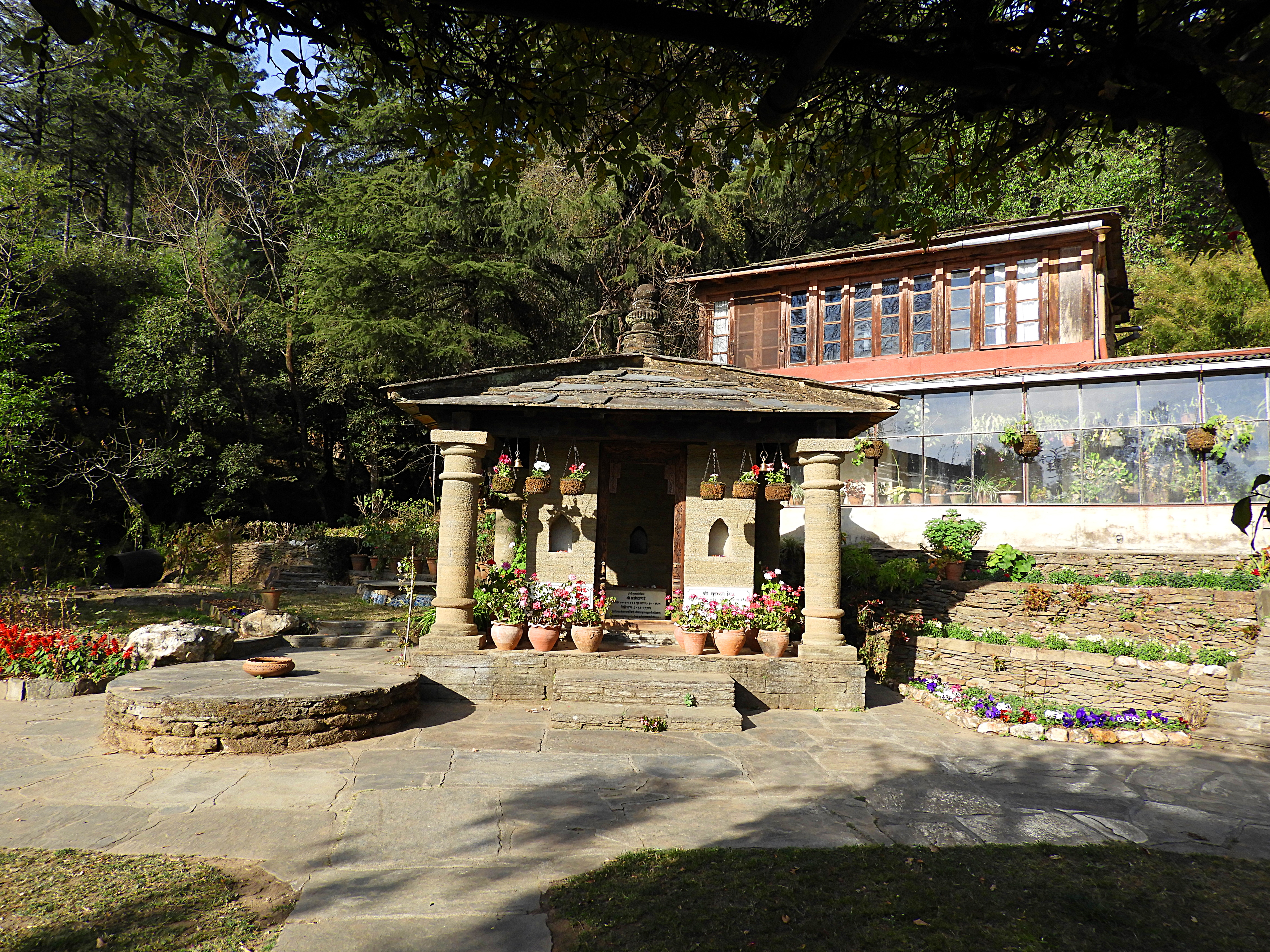
Mémorial de Yashoda Ma, Krishna Prem à Mirtola / Uttar Vrindavan

## Biographie
Son père est commerçant de porcelaine, sa mère est christian scientist et lui fait adopter un régime végétarien. Durant la Première Guerre mondiale, il sert en tant que pilote de l'aviation. Plus tard, il est diplômé en lettres au King’s College de Cambridge. Il reçoit une initiation bouddhiste et apprend le pali. Il découvre également la Société théosophique et y fera la connaissance de Christmas Humphreys (en) qui est à l’époque le plus connu des Anglais convertis au bouddhisme. La Doctrine Secrète, ouvrage ésotérique d’Helena Blavatsky, devient l’une de ses lectures favorites.
En 1921, il part en Inde, à Lucknow, pour continuer sa quête spirituelle et trouver un guru. Il obtient un poste de lecteur puis de professeur dans la section anglaise de l’université de Lucknow. À son arrivée, il est reçu par le Recteur de l’université, Gyanendra Nath Chakravarti, théosophe et ami proche d'Annie Besant. Il fait la connaissance de la femme du théosophe, Monica Devi, qui devient son guru et lui donne une initiation au vishnouisme gaudiya qu’elle pratique. Il apprend l’hindi avec les époux Chakravarti, et s’exerce en lisant à haute voix le Shrimad Bhagavatam. En 1928, Monica prononce ses vœux de sannyasin (renonçant) et devient Sri Yashoda Maï. Peu de temps après, Robert Nixon devient aussi sannyasin sous le nom de Sri Krishna Prem. En 1931, ils fondent l'ashram « Uttara Brindaban » (Uttar Vrindavan) à Mirtola (en), un village près d'Almora dans l'Uttarakhand. En 1944, Krishna Prem prendra la tête de l’ashram à la suite de la mort de Yashoda Maï. L’ashram accueille des disciples occidentaux mais aussi indiens dont certains ont une véritable adoration pour Krishna Prem, qui est alors un des rares guru occidentaux à prêcher l’hindouisme orthodoxe.

## Ouvrages traduits en français
- Sri Krishna Prem (trad. de l'anglais par Odette Pétrequin), L'Homme, mesure de toutes choses : commentaires sur les "Stances de Dzyan", Monaco, Éditions du Rocher, coll. « Gnose », 1980, 396 p. (ISBN 2-268-00065-6, BNF 36142546)
- Sri Krishna Prem (trad. de l'anglais par Janine Mathiot), Le Yoga de la Kathopanishad, Monaco, Éditions du Rocher, coll. « Gnose », 1982, 331 p. (ISBN 2-268-00174-1, BNF 34692033)
- Sri Krishna Prem, Le Yoga de la Bhagavad Gita, Le lotus d'or, 2010, 222 p. (ISBN 978-2-917413-07-4)